# Claudia Zornoza
Claudia Zornoza, née le 20 octobre 1990 à Madrid en Espagne, est une footballeuse internationale espagnole. Elle évolue actuellement au poste de milieu de terrain au Real Madrid.

## Biographie
Claudia Zornoza commence le football à l'âge de quatre ans.
Elle fait ses débuts en première division espagnole en 2008 avec le CF Pozuelo. Deux ans plus tard, elle rejoint le Rayo Vallecano, avec qui elle remporte le championnat espagnol en 2011. Elle découvre ainsi la Ligue des champions la saison suivante, mais subit une rupture de ligament croisé. Elle passe ensuite par l'Atlético Madrid, puis signe au Valence CF, où elle se blesse à nouveau au ligament croisé en 2015. En 2017, elle refuse de signer au Levante UD, le rival valencian, et préfère jouer pour la Real Sociedad. Elle rejoint finalement le Levante UD la saison suivante.
En 2021, elle rejoint le Real Madrid. Pour la première campagne européenne du club, elle inscrit le but de la qualification pour la phase de groupe face à Manchester City. Puis, en quarts de finale, elle inscrit un but au Camp Nou face au FC Barcelone. Elle s'impose comme la pièce maîtresse de l'entrejeu de la casa blanca.
Après une première sélection en 2016, elle retourne en équipe d'Espagne en 2022, mais n'est pas retenue pour l'Euro 2022.
Elle fait partie de l'équipe d'Espagne qui remporte la Coupe du monde 2023. À la suite de cette compétition, comme l'ensemble de ses coéquipières, elle annonce en août refuser de rejouer en sélection tant que Luis Rubiales, auteur d'un baiser forcé sur Jennifer Hermoso lors de la cérémonie de remise du trophée de la coupe du monde, reste président de la Fédération royale espagnole de football (RFEF). En septembre, alors que Rubiales a démissionné, elle annonce sa retraite internationale et soutient 21 de ses 22 coéquipières du Mondial qui annoncent refuser de revenir en sélection, considérant les changements réalisés à la RFEF « insuffisants ».

## Palmarès
Rayo Vallecano
- Championnat d'Espagne (1) :
  - Vainqueure en 2010-2011

 Valence CF
- Coupe de la Reine (0) :
  - Finaliste en 2015

 Levante UD
- Coupe de la Reine (0) :
  - Finaliste en 2021
- Supercoupe d'Espagne (0) :
  - Finaliste en 2021

 Espagne
- Arnold Clark Cup (0) :
  - Finaliste en 2022

- Coupe du monde (1) :
  - Vainqueure en 2023

## Style de jeu
Claudia Zornoza est une milieue centrale, qui préfère jouer devant la défense. Elle a également évolué sur l'aile gauche.